# كليبر مونتيرو (لاعب كرة قدم)
كليبر مونتيرو (بالبرتغالية: Cléber Monteiro‏) هو لاعب كرة قدم برازيلي في مركز الوسط، ولد في 23 مايو 1980 في بيلو هوريزونتي في البرازيل. لعب مع فيتوريا دي غيماريش ونادي جوفنتودي ونادي كارتاخينا ونادي كروزيرو ونادي كريسيوما وناسيونال ماديرا.

## وصلات خارجية
- كليبر مونتيرو (لاعب كرة قدم) على موقع قاعدة بيانات كرة القدم.إي يو (الإنجليزية)
- كليبر مونتيرو (لاعب كرة قدم) على موقع Soccerway.com (الإنجليزية)
- كليبر مونتيرو (لاعب كرة قدم) على موقع عالم كرة القدم.نت (الإنجليزية)